# Johan Jacob le Fèvre de Montigny
Johan Jacob le Fèvre de Montigny (Nieuwe-Tonge, 8 september 1840 - Haastrecht, 21 september 1881) was een Nederlandse burgemeester.

## Leven en werk
Le Fèvre de Montigny werd in 1840 te Nieuwe Tonge geboren als zoon van de predikant Johan Jacob le Fevre de Montigny en van Petronella Henriette Kleijn. Hij begon zijn loopbaan bij de marine in Den Haag. Le Fèvre de Montigny trouwde op 20 augustus 1869 te Haastrecht met Paulina Maria Bisdom, vrouwe van Vliet en Willige Langerak, dochter van de burgemeester van Haastrecht Marcellus Bisdom van Vliet en van Maria Elisabeth Knogh.
Toen zijn schoonvader in november 1877 overleed was Le Fèvre de Montigny luitenant-ter-zee 1e klasse. Hij werd echter in januari 1878 benoemd als opvolger van zijn schoonvader tot de nieuwe burgemeester van Haastrecht en Vlist, waardoor hij zich genoodzaakt zag om zijn militaire loopbaan te beëindigen. Zijn schoonvader had vlak voor zijn overlijden een nieuwe ambstwoning laten bouwen op het fundament van de vroegere familiewoning van de Bisdoms in Haastrecht. Na zijn benoeming verhuisde Le Fèvre de Montigny met zijn vrouw van Den Haag naar Haastrecht en betrok daar de nieuwe woning aan de Hoogstraat. Hij zou nog geen vier jaar gebruikmaken van deze nieuwe ambtswoning. In september 1881 overleed hij na een langdurig en smartelijk lijden in zijn woonplaats Haastrecht. Zijn vrouw liet zijn werkkamer intact en bepaalde dat ook na haar overlijden alles in de oude staat diende te blijven. Na het overlijden van Paulina Maria Bisdom van Vliet in 1923 werd het pand, volgens haar wens, een museum en kreeg het de naam Museum Paulina Bisdom van Vliet. De authentieke inrichting, inclusief de verzameling kunstvoorwerpen, is bewaard gebleven.

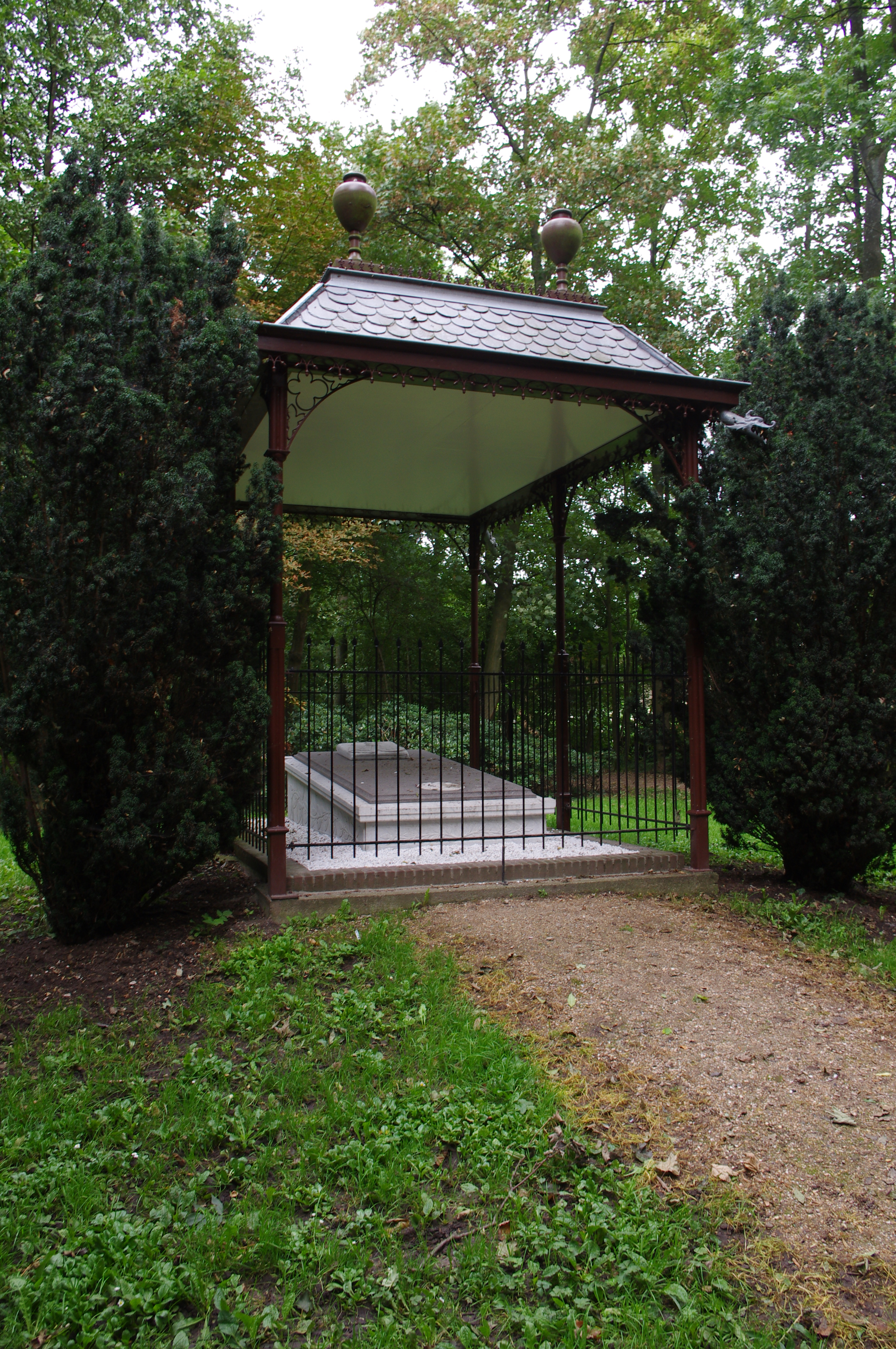
Graf van Johan Jacob le Fèvre de Montigny en zijn vrouw Paulina Maria Bisdom, vrouwe van Vliet

- International Standard Name Identifier: 0000 0004 3637 5250
- Nederlandse Thesaurus van Auteursnamen: 370828992
- RKD-Nederlands Instituut voor Kunstgeschiedenis: 436564
- Virtual International Authority File: 309884869